# Cactus (canción de Belinda)
«Cactus» es una canción grabada por la cantautora mexicana Belinda, fue lanzada por Warner Music México como el sencillo principal de su quinto álbum de estudio, Indómita (2025). Es su primer sencillo en diez años desde, «I Love You... Te Quiero».

## Antecedentes
Después de casi una década sin lanzar material nuevo mientras seguía colaborando con otros artistas, Belinda anunció su regreso a la música el 7 de agosto de 2023, luego de firmar un contrato con Warner Music Group, dando a entender que su quinto álbum se encontraba nuevamente en producción.
El 10 de enero de 2024, borró todas sus publicaciones de Instagram. Al mismo tiempo, los días 17, 18 y 19 de enero respectivamente, se burló de la canción publicando tres imágenes de un cactus creciendo lentamente, usando los hashtags «Renace», «Crece» y «Florece». La pista finalmente fue estrenada el 31 de enero, y fue escrita por ella, Starlin Rivas, Mr. Naisgai y José Ángel Pérez Sandoval.

### Letra
La letra de la canción se filtró un día antes de su lanzamiento, y se dio a entender que esta hablaba sobre su antigua relación con Christian Nodal: «Al final no hay bien sin mal y el dolor se pasará. No fuiste lo que esperé de ti, carajo como me hiciste sufrir. De que sirvió tatuarte mis ojos pa' luego borrarlos con otros. Yo nunca dije nada de ti y con mucha clase yo me fui». Esto se confirmó cuando en un adelanto del video musical, se mostró a un hombre parecido a Nodal y con un tatuaje de los ojos de Belinda en su pecho.

## Video musical
El video musical fue lanzado el mismo día que la canción. Fue dirigido por Flakka. En él, se muestra a Belinda con un sombrero negro mientras es perseguida en el desierto por un trío de hombres armados mientras muestra alusiones a su antiguo romance con Christian Nodal.

## Formatos
| Descarga digital |          |          |  |
| N.º              | Título   | Duración |  |
| 1.               | «Cactus» | 3:03     |  |

## Posicionamiento en listas
| Lista (2024)                             | Posición más alta |
| ---------------------------------------- | ----------------- |
| Bolivia (Monitor Latino)                 | 11                |
| Bolivia (Monitor Latino - Popular)       | 3                 |
| Chile (Monitor Latino)                   | 18                |
| Chile (Monitor Latino - Popular)         | 2                 |
| Colombia (Monitor Latino)                | 10                |
| Colombia (Monitor Latino - Popular)      | 3                 |
| Costa Rica (Monitor Latino)              | 8                 |
| Costa Rica (Monitor Latino - Pop)        | 8                 |
| Ecuador (Monitor Latino)                 | 10                |
| Ecuador (Monitor Latino - Popular)       | 1                 |
| Global Excl. US (Billboard)              | 194               |
| Guatemala (Monitor Latino)               | 19                |
| Guatemala (Monitor Latino - Popular)     | 9                 |
| Perú Popular (Monitor Latino)            | 2                 |
| México (Monitor Latino)                  | 1                 |
| México (Monitor Latino - Popular)        | 20                |
| Internacional (Monitor Latino - Popular) | 2                 |
| Mexico (Billboard)                       | 21                |
| México (Los 40)                          | 1                 |
| USA (Los 40)                             | 1                 |
| Lista Anual (2024)                       | Posición más alta |
| México (Monitor Latino)                  | 3                 |
| México Popular (Monitor Latino)          | 51                |
| Internacional (Monitor Latino)           | 32                |
| Internacional Popular (Monitor Latino)   | 8                 |
| Colombia (Monitor Latino)                | 75                |
| Colombia Popular (Monitor Latino)        | 18                |
| Bolivia (Monitor Latino)                 | 94                |
| Ecuador Popular (Monitor Latino)         | 9                 |
| Chile Popular (Monitor Latino)           | 13                |
| Perú Popular (Monitor Latino)            | 14                |
| Costa Rica (Monitor Latino)              | 92                |
| Guatemala Popular (Monitor Latino)       | 55                |

## Certificaciones
| País                                                                 | Organismo certificador | Certificación | Ventas   |
| -------------------------------------------------------------------- | ---------------------- | ------------- | -------- |
| México                                                               | AMPROFON               | Platino       | 140 000‡ |
| ‡ Cifras de ventas+streaming basadas únicamente en la certificación. |                        |               |          |

## Premios y nominaciones
| Premiación       | Año  | Categoría     | Resultado | Ref.   |
| ---------------- | ---- | ------------- | --------- | ------ |
| Premios MTV Miaw | 2024 | Video del año | Nominado  | [ 39 ] |